# Округ Ласал (Тексас)
Округ Ласал (енгл. La Salle County) је округ у америчкој савезној држави Тексас. По попису из 2010. године број становника је 6.886.

## Демографија
Према попису становништва из 2010. у округу је живело 6.886 становника, што је 1.020 (17,4%) становника више него 2000. године.
| Група             | 2000.         | 2010.         |
| Белци             | 1.114 (19,0%) | 894 (13,0%)   |
| Афроамериканци    | 208 (3,5%)    | 34 (0,5%)     |
| Азијати           | 18 (0,3%)     | 7 (0,1%)      |
| Хиспаноамериканци | 4.524 (77,1%) | 5.920 (86,0%) |
| Укупно            | 5.866         | 6.886         |